# Водохрещенський вечір
Другий Святий вечір, також Голодна кутя — день народного календаря у слов'ян 5 січня. Найбільш насиченим обрядами є вечір, коли Православна церква шанує навечір'я Богоявлення та Хрещення Господнього. День суворого посту. Останній день колядування, останні святкові ворожіння. Під Водохреще у деяких слов'янських народів прийнято збирати сніг, який, як вважається, має особливі цілющі властивості і зберігає свіжу воду в колодязях протягом року.

## Інші назви
У слов'ян більшість назв дня термінологічно замикається з назвами Різдвяного святвечора і багато в чому повторює різдвяно-новорічні звичаї : укр. Голодна кутя, Другий Святвечір, Святвечір водохресний, Голодна кутя, Друга кутя; поліс. Нищая кутя, Третя велія, Інші коляди, Водянуха, Остання кутя, Кутя-варóжка, Пісана коляда, Терплячка; біл. Піскуха, Мар'я, Цярпека; рос. Голодная кутья, Крещенская коляда, Голодный свят-вечер, Второй Сочельник, Водяная коляда, Голодный вечер, Третья, или водопостная кутья, Канун Богоявления, Свечки; болг. Попо́ва коледа; серб. Крстовдан, Водопос, Водокрст, Неjетка , чеськ. Jméno Ježíš .
За сербським переказом, зимовий «Крстовдан» названий так тому, що в цей день «схрещуються» вітри, а люди гадають за їхнім напрямом про благополуччя та врожай .

## Українські традиції
Увесь цей день віряни нічого не їдять — постують. Сідають вечеряти, коли вже розпочинаються перші сутінки. На вечерю подаються пісні страви — смажена риба, вареники з капустою, гречані млинці на олії, кутя та узвар. У давнину після вечері діти «проганяли кутю»: вибігали з хати і палицями били знадвору в бокову стіну будинку примовляючи: «Тікай, кутя, із покуття, а узвар — іди на базар, паляниці, лишайтеся на полиці, а «дідух» — на теплий дух, щоб покинути кожух». Уже ввечері, коли стемніє, «дідуха» виносили, несли його на вигін або в садок — і палили: пускали на «теплий дух». Це — символічне палення зими та накликання весни. Коли все перегорить і солом’яний жар погасне, дівчата розхоплювали попіл з «дідуха» і несли на город — «щоб огірки родили».
Після вечері всі клали свої ложки в одну миску, а зверху — хлібину, «щоб хліб родився». Чия ложка вночі «сама перевернеться», той незабаром помре. Кутю, яка залишилася після вечері, виносили курям — «щоб добре плодилися».
У Водохрещенський святвечір віряни також ідуть до церкви святити воду. Глечики, пляшки, банки прийнято прикрашати цмином або сухими васильками. Вода, освячена в Святвечір — «вечірня вода» — вважалась святішою та більш цілющою ніж та, що була освячена у день Водохреща.
На Поділлі господиня або старша дочка після вечері брала в миску кілька ложок борошна і на свяченій воді замішувала рідке тісто. Цим тістом вона малювала хрести на всіх чотирьох стінах хати, в сінях, коморі, стайні та в інших господарських будівлях — «від нечистої сили». Батько брав полумисок зі свяченою водою і кропилом кропив усіх присутніх у хаті, примовляючи: «Дай Боже, і на той рік діждатися». Далі він ішов кропити в сінях, у коморі та навколо хати. Молодший син брав у руки три пироги та йшов услід за батьком. Перший пиріг він кусав у сінях, другий — в коморі, а третій — на дворі.
На Галичині у Другий Святвечір традиційно ішли щедрувати. Кожен із щедрівників носив із собою цілий оберемок гілок ліщини. За щедрівку господар виносив пригорщ вівса, намоченого у воді, і висипав його щедрівникові в торбу. Щедрівник же давав господарю гілку ліщини. Зібраний щедрівником овес вважався найкращим «на розплід», а гілка ліщини мала чародійну силу берегти худобу від «усього злого».
На Поліссі на віконних рамах та дверях малюють дерева, коней, людей та вози. Подекуди «виписують Коляду»: малюють на вікнах і дверях по три хрести крейдою, хрестячись, маючи при собі хлібець, свічку, тарілку, ложку куті, тримаючи під рукою шапку. Після цього сідають вечеряти. Із соломи, що лежала на Святвечір під час вечері під скатертиною, робили перев'ясла та обв'язували фруктові дерева, щоб краще плодоносили. Господар ішов увечері босими ногами в сад і перев'язував дерева, щоб «не боялися морозу» і примовляє дереву: «Я босий прийшов, не боячись морозу, і ти не бійся».
На Наддніпрянщині існував такий звичай: коли з церкви принесуть свяченої води, господар робив з сухих васильків кропило і кропив нею спочатку все в хаті, а потім комору, стайню, стодолу — всі господарські будови. За господарем-батьком ходив хтось із дітей — хлопчик чи дівчинка — і носив на тарілці пиріг, а в руці — шматочок крейди. Яке місце батько покропить водою, на тому місці, вслід за ним, син писав крейдою хрест. В хаті хрести писались на дверях, вікнах, на столі, скрині на посуді — скрізь. У господарстві кропились свяченою водою і писались хрести не тільки на будівлях, а й на хліборобському знарядді — на плузі, боронах, сівалках, косах, граблях. Кропилась свяченою водою і худоба — корови, воли, вівці, коні. Не кропили лише свиней та курей.
Традиція робити християнські написи крейдою у хаті відома і в Центральній Європі, наприклад у Чехії. У день Богоявлення чехи за допомогою освяченої у церкві крейди пишуть на дверях свого будинку або церкви ініціали трьох мудерців (Каспара, Мельхіора та Балтазара), які, згідно з західнохристиянською традицією, прийшли поклонитись новонародженному Христу.

## Традиції та обряди в інших слов'ян
У цей день православні християни моляться священномученику Феопемпту і мученику Феоні при отруєнні різними речовинами .

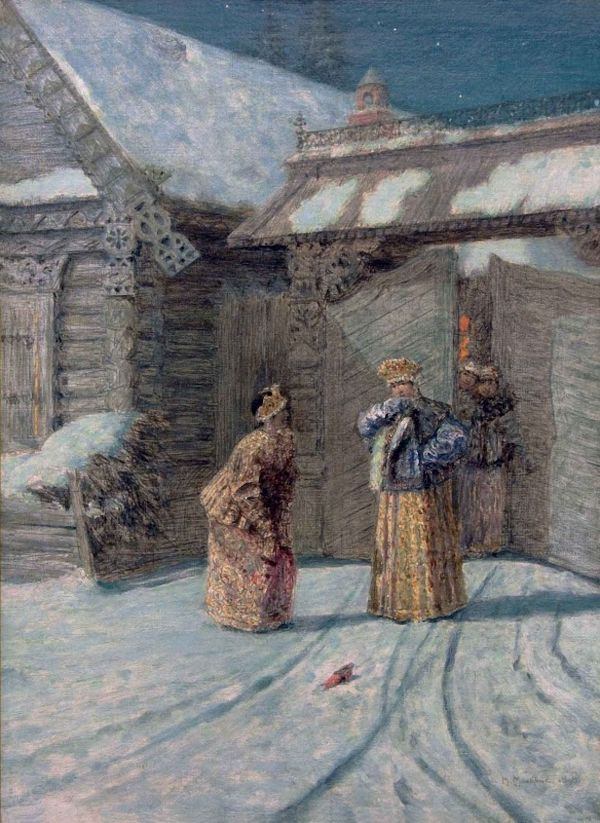
Микола Матвєєв — Одного разу в хрещенський вечір (1898)

Росіяни обов'язково варили кутю (у деяких регіонах), страви з гороху або бобів, узвар із сухофруктів, пекли млинці та хлібні вироби. За вечерею повторювалися деякі різдвяні звичаї: запрошували «мороз» («вовка», «птах», «звірів» та інших персонажів) на вечерю; підкидали до стелі першу ложку куті; запалювали свічку «для мертвих»; відкладали з кожної страви частину для душ предків . Сніг цього святвечора вважали цілющим, ним лікували недуги — оніміння в ногах, запаморочення, судоми. Свяченою водою окроплюють вулики під час збирання роїв. Зібраний за околицею (за селом), у полі — сипали в колодязь. Це робилося для того, щоб вода була в колодязі завжди вдосталь і ніколи не загнивала.
Виставляли на ніч у чашках різні види зерна і вранці оглядали — на яке зерно випав іній: тому і народитися цього року.
Для захисту від нечисті, вважали російські селяни, треба накреслити хрест на дверях та віконних рамах, насипати на пічну загнетку снігу, зібраного в хрещенський вечір. Кажуть, що коли змій, проникнувши через трубу, стане на водохресну воду, то загине назавжди.
Болгари у Святхрещенський святвечір влаштовували останню святкову вечерю (болг. кадена вечеря): до пісних страв додавали волоські горіхи, зерно; ставили свічку, що не догоріла після попередніх двох святкових трапез  .
Хорвати Самобору лише напередодні Хрещення починали їсти обрядовий хліб літниця (хорв. letnica), який щоразу викладали на святковий стіл напередодні Різдва, Нового року, Водохреща .
Словенці (горен., долен., штирій.) пекли на святки три хліби, найбільший з яких (словен. poprinjak, mocen kruh) їли в день трьох королів, щоб бути сильними і здоровими .
У Родопах пекли аналогічний різдвяному хліб із запеченою монетою, що використовується для ворожіння про щастя. Після вечері годували свійську птицю в обручі від бочки, ворожили, обв'язували фруктові дерева соломою, здійснювали інші обряди, подібні до магічної практики різдвяно-новорічного циклу (в.-слав., болг.).
Щоб «побачити» Хрещення Господнє ставили чашу з водою і дивилися, чи вода колихнеться опівночі. Якщо опівночі вода колихнулася, то бігли дивитись «розгорнуті небеса». При цьому говорили: «Побачиш сполохи — проси хоч царства небесного. Все здійсниться».
Опівночі ходять на річку, джерело, колодязь набрати води, якою приписують цілющі властивості, і яку ретельно оберігають. У чистому полі сніг копати ходили хоч старі діди, хоч молодиці. Вмиваються сніговою водою ранком у день Хрещення червоні дівчата, щоб «без білила білими бути, без рум'яна — рум'яними» .
Серби вірили, що вночі небо відкривається і всі води в цей момент припиняють текти, зупиняються. Дехто навіть вважає, що і вітер перестає дмухати, і вся вода перетворюється на вино. Хто в цей момент зачерпне воду, вона залишиться вином і буде ліками від усіх хвороб .
Святки добігають кінця, і з ними — страшні вечори, коли нечисть чаклує. Щоб позбутися нечисті, в богоявленську ніч напередодні Водохреща натовп молодих хлопців верхи на конях носиться по всіх дворах, б'є мітлами і батогами по всіх темних кутах і закутках із заклинаннями, криком та вереском. До того ж на дверях, на притолоці, на дверях хлівів, комор, млинів малюють крейдою або вугіллям хрести. Особливо небезпечний в хрещенську ніч перевертень «Перелесник», який є дівчатам у вигляді прекрасного юнака.
Збереглися звістки про слов'янський звичай Кликання плу́ги, пов'язаному з оранкою, що проводилася на Водохрещенський вечір, а з введенням нового року з 1 січня — на Василів вечір.

## В інших народів
У британців є свято в останню ніч Різдва під назвою Дванадцята ніч. Популярна англійська традиція — сховати в приготовлений торт квасолю та горох; «Чоловік, який знаходить боби у своєму шматку торта, стає королем на ніч, а дама, що виявила горошину у своєму шматку торта, стає королевою на ніч». Святкування зазвичай супроводжувалося співом Різдвяних слав (колядок) і рясним харчуванням. Шекспір присвятив святу свою п'єсу Дванадцята ніч, або Як собі хочете . П'єса була показана в Мідл-Темпл-холі, одному з судовими інами, в ніч на Стрітення, 2 лютого 1602 року.
В Іспанії в другій половині дня 5 січня проходить традиційна костюмована хода «Кавалькада царів-волхвів», що інсценує прибуття в місто трьох біблійних волхвів — Мельхіора, Гаспара і Валтасара для поклоніння немовляті Ісусу. Громадське телебачення (TVE) щороку транслює парад із Мадриду.

## Приказки та прикмети
- На водохресний святвечір ставлять крейдяні хрести[25].
- У богоявленську ніч у передранковий час небо відкривається[25].
- Коляда від'їжджає[26].
- укр. Геть, кутя, з покуття, а, ти, узвар, йди на базар[27].
- біл. У якій дзень Щадруха і ў якій дзень Галодна куцця, у тые дні шоб не сеять. У той дзень нічаго не сеюць у гародзе. Ат курэй, ат пціц [28].